# Jaroslav Hodek
Jaroslav Hodek (21. února 1905 Vřesovice – 27. března 1967 Dobruška) byl český duchovní, farář Církve československé husitské.

## Život
Po absolvování reálného gymnázia v Kyjově se v roce 1925 přihlásil na Husovu československou evangelickou fakultu bohosloveckou v Praze. 
Po kněžském svěcení (14. října 1927) byl ustanoven duchovním v Lomnici nad Popelkou. V roce 1931 byl přeložen do Náchoda, kde sloužil do roku 1952. Za nacistické okupace si jako náchodský farář získal věhlas v desítkách obcí a měst, kde konal historické přednášky spojené s promítáním diapozitivů. Byl nevšedním kazatelem, který při bohoslužbách k věřícím promlouval mezi lavicemi, nikoli tradičně z kazatelny. Poslední farářská léta prožil v Dobrušce (1952–1967). Na jeho působení v podhůří Orlických hor vzpomíná vděčně jeho kolega a souputník farář Josef Mojžíš.
Jeho manželkou se v roce 1932 stala Václava rozená Kryštůfková (28. 9. 1910 Žebrák – 25. 12. 1999 Albrechtice), dcera hodináře v Žebráce. Vystudovala v Hořovicích učitelský ústav, kde ji učil mj. Václav Živec, žák Jana Preislera a Maxe Švabinského. Podle Živcovy skici Václavy Kryštůfkové vznikla alegorická socha hudby (Múza), osazená jako Smetanův památník v Pakostově sadu v Berouně.
Mladším bratrem Jaroslava Hodka byl stavitel Zdeněk Hodek vězněný v 50. letech v Jáchymově. S manželkou Marií († 3. listopadu 2000) žili v Telči.